# Dymitra (Jegorowa)
Dymitra, imię świeckie Matrona Aleksandrowna Jegorowa (ur. 1810 w Silistrze, zm. 9 marca 1878 w Petersburgu) – rosyjska mniszka prawosławna, z pochodzenia Bułgarka, święta prawosławna znana jako Dymitra Kijowska.

## Życiorys
Była z pochodzenia Bułgarką. Urodziła się w Silistrze, jednak jej rodzina przeniosła się do Besarabii. Tam wyszła za mąż za rosyjskiego oficera Jegorowa, który zginął podczas wojny krymskiej. Nie mieli dzieci. W czasie tej wojny, podczas obrony Sewastopola, Matrona Jegorowa opiekowała się rannymi i odmówiła porzucenia pracy nawet wtedy, gdy została ranna. Po zakończeniu walk zamieszkała w Kijowie. Utrzymywała kontakty z kolejnymi metropolitami kijowskimi – Izydorem, Arseniuszem i Filoteuszem. Podczas wojny rosyjsko-tureckiej w latach 1877–1878 zorganizowała w swoim domu szpital wojskowy.
W ostatnich latach życia w tajemnicy została postrzyżona na mniszkę, przyjmując imię zakonne Dymitra na cześć św. Dymitra z Tesaloniki.
W swoim spisanym w 1876 testamencie poleciła, by w jej majątku w Kijowie powstała żeńska wspólnota żyjąca według reguły mniszej, prowadząca dom dla 33 ubogich wdów w podeszłym wieku. Tworzonej wspólnocie przekazywała cały majątek, prosząc jedynie o możliwość zamieszkania we wspólnocie na resztę życia. Zamiar utworzenia żeńskiej wspólnoty pobłogosławił metropolita petersburski Izydor, zaś w marcu 1878 na jej powstanie zgodził się car Aleksander II. W tym samym miesiącu fundatorka przebywała w Petersburgu, by dopełnić formalności związanych z erygowaniem wspólnoty i zakupić ikony do ikonostasów w cerkwi, w której miały modlić się siostry. 9 marca zmarła. Została pochowana najpierw na terenie Ławry Aleksandra Newskiego, a następnie, zgodnie ze swoją wolą, na terenie utworzonej przez siebie wspólnoty, która przyjęła wezwanie Wprowadzenia Matki Bożej do Świątyni. Po zamknięciu monasteru przez władze radzieckie szczątki Dymitry przeniesiono na Cmentarz Zwierzyniecki. W 1996 zostały powtórnie przeniesione do restytuowanego klasztoru.

## Kult
Mniszka Dymitra została zaliczona w poczet świętych czczonych lokalnie w 2008, decyzją Świętego Synodu Ukraińskiego Kościoła Prawosławnego Patriarchatu Moskiewskiego. Przypisuje się jej uzdrowienia, które nastąpiły po modlitwie przy jej grobie, Cerkiew twierdzi również, że jej ciało uległo rozkładowi tylko częściowo (nie rozłożyły się głowa i górna część ciała). Dymitra należy do ustanowionego w 2011 Soboru Świętych Kijowskich.